# Philodendron scitulum
Philodendron scitulum är en kallaväxtart som beskrevs av George Sydney Bunting. Philodendron scitulum ingår i släktet Philodendron och familjen kallaväxter. Inga underarter finns listade.